# صراع بلوشستان
صراع بلوشستان هو حرب عصابات يشنها القوميين البلوش ضد حكومات باكستان وإيران في منطقة بلوشستان، التي تغطي إقليم بلوشستان في جنوب غرب باكستان، مقاطعة سيستان وبلوشستان في جنوب شرق إيران، ومنطقة بلوشستان في جنوب أفغانستان. المنطقة غنية بالموارد الطبيعية مثل الغاز الطبيعي، النفط، الفحم، النحاس، الكبريت، الفلوريد والذهب،  لكنها هي أقل محافظة نموا في باكستان. يريد البلوش حكما ذاتيا أوسع، زيادة الإتاوات من إيرادات الموارد الطبيعية المحلية، ودولة قومية مستقلة. في عقد 2010، ارتفعت الهجمات ضد المجتمع الشيعي من قبل المجموعات الطائفية —وإن لم تكن دائما ذات صلة مباشرة بالصراع السياسي—، وساهمت في التوترات في بلوشستان.
في محافظة بلوشستان الباكستانية، قاتلت حركات التمرد التي أنشأها القوميين البلوش في عام 1948، 1958—59، 1962—63 و1973—77 ومع استمراره، بدأ أوسع تمرد بداية من عام 2003.
اكتسب هذا التمرد قوة جنبا إلى جنب مع تدهور القانون ووضع النظام في أفغانستان المجاورة وعدم الاستقرار على المستوى الاتحادي. هاجم المسلحين «ما يقرب جميع المنشآت الرئيسية» للحكومة الباكستانية، بما في ذلك التجمعات العسكرية في كويتا، عاصمة بلوشستان؛ المباني الحكومية الهامة و«قتلوا كبار المسؤولين الحكوميين». اعتبارا من مايو 2015، دعى صحفي أجنبي من البلوش (مالك سراج أكبر) لغضب الناس على العمليات العسكرية في المحافظة «والتي تكبر وتتوسع وفي كثير من الأحيان، لا يمكن السيطرة عليها لوقفها». طلبت حكومة باكستان من الأمم المتحدة تناول مسألة التدخل الأجنبي.
على الرغم من أن بها موارد طبيعية هائلة، فإن بلوشستان واحدة من الأكثر المناطق فقرا في باكستان. يزعم الانفصاليين البلوش أن الحكومة المركزية في باكستان تعيق التنمية بصورة منهجية في بلوشستان للحفاظ عليها ضعيفة، في حين يجادل خصومهم أن المصالح التجارية الدولية غير راغبة في الاستثمار في المنطقة بسبب استمرار الاضطرابات بها. ولحسم المستقبل الاقتصادي لباكستان، استثمرت الصين 46 مليار دولار في المنطقة.
جيش تحرير بلوشستان، والذي يصنف كمنظمة إرهابية من قبل باكستان وبريطانيا،  هو أكثر جماعة انفصالية بلوشية معروفة على نطاق واسع. أجرى منذ عام 2000 العديد من الهجمات القاتلة على القوات الباكستانية، الشرطة والمدنيين. يشمل هذا جماعات انفصالية أخرى مثل عسكر بلوشستان والجبهة المتحدة لتحرير بلوشستان.
في عام 2005، بدأ تمرد البلوش ضد جمهورية إيران الإسلامية. المعركة على مدى منطقة البلوش الإيرانية على الحدود مع باكستان، قد «لا يكتسب» من خلالها ما يصل من أراضي في الصراع في باكستان.
اتهم نشطاء حقوق الإنسان القوميين المتشددين وحكومة باكستان بارتكاب انتهاكات حقوق الإنسان.
كما أنه من المتوقع أن الشعب البلوشي قد انخفضت مكانته إلى مكانة الأقليات في أرضه.

## منطقة النزاع
تغطي بلوشستان التاريخية الجزء الجنوبي من مقاطعة سيستان وبلوشستان في إيران في الغرب، محافظة بلوشستان الباكستانية في الشرق، وفي الشمال الغربي، مقاطعة هلمند بأفغانستان. يشكل خليج عمان حدودها الجنوبية. تكون الجبال والصحراء جزء كبيرا من تضاريس المنطقة. يعيش معظم البلوش في الجزء الذي يقع داخل حدود باكستان.
ومن الناحية الجغرافية، إقليم بلوشستان هو أكبر منطقة في باكستان، حيث يضم %44 من المساحة الكلية للبلاد، لكن به أقل عدد قاطنين، حيث يشكلون %5 فقط من مجموع السكان، وهو أقل إقليم نموا. الإسلام السني هو الدين السائد بها.
يصف ستيوارت نوثلوت في تقريره أطلس الصراعات العرقية الاضطرابات في بلوشستان بأنها «صراع قومي / تقرير مصير».

## التاريخ

### خلفية
تركز صراع القوميين البلوش في خانات كلات، التي أنشئت في 1666 من قبل مير أحمد. تحت قيادة مير نصير خان الأول في 1758، الذي قبل إعطاء الأولية للأفغان، امتدت حدود كلات من ديرا غازي خان في الشرق إلى بندر عباس في الغرب. ومع ذلك، في نوفمبر تشرين الثاني 1839، قامت بريطانيا بغزو كلات وقتلت خان وأتباعه. بعد ذلك، نما النفوذ البريطاني في المنطقة تدريجيا. في 1869، توسط المعتمد السياسي البريطاني روبرت سانديمان لانهاء النزاع بين خان كلات وساردارس بلوشستان، وإنشاء منطقة نفوذ بريطانية في المنطقة. أصبحت مناطق موري، بوجتي، خيتران وشاغي القبلية تحت الإدارة المباشرة لوكيل بريطاني، وفي نهاية المطاف، أصبحت تحت إدارة الرئيس المفوض لمقاطعة بلوشستان. أعلنت لاسبيلا وخاران مناطق خاصة مع نظام سياسي مختلف. احتفظ بالمناطق المتبقية وهي ساراوان، جهالاوان، كاكشي وماكرن في خانات كلات، تحت إشراف معتمد كلات السياسي.
في القرن العشرين، كانت لدى الطلاب البلوش من الطبقة الوسطى حلم بلوشستان مستقلة ليس فيها بريطانيا. ثم شكلوا حركة وطنية هي حركة أنوجمان اتحاد بلوشستان في 1931. وكانت أول حملاتها هي الكفاح من أجل انضمام أزام جان إلى خان كلات ثم إنشاء حكومة دستورية تكون منشأة بموجبه. وكانت ناجحة في ضم أزام جان إلى خان لكن الخان الجديد بالاتفاق مع الساردارس، قلب ظهره على حركة أنوجمان. كان خلفه مير أحمد يار خان أكثر تعاطفا مع الحركة لكن كان يعارض إخلال علاقاته مع بريطانيا. تحولت المنظمة إلى حزب ولاية كلات الوطني، واستمرت في الكفاح من أجل الاستقلال عن بريطانيا. لكن كان قد أعلن أن الحزب غير قانوني من قبل الخانات في 1939 ونفي قادته. هذا مهد الطريق أمام تشكيل أحزاب سياسية جديدة، رابطة بلوشستان الإسلامية التي تحالفت معها الرابطة الإسلامية في يونيو 1939 وأنجومان الوطن الذي تحالف مع المؤتمر الوطني الهندي في نفس العام.
قدم مير أحمد يار خان تمويلا سخيا إلى الرابطة الإسلامية، على حد سواء على الصعيدين المحلي في الهند أو الخارجي، وحصل على خدمات محمد علي جناح كمستشار قانوني لولاية كلات. بعد دعوة جناح، تم الاتفاق في 4 أغسطس 1947 أن «ولاية كلات لن تكون مستقلة في 5 أغسطس 1947، وسوف تتمتع بنفس الوضع التي كانت عليه كما في الأصل الذي أنشأ في 1838، مع بقاء علاقاتها الودية مع جيرانها». وفي اليوم نفسه، وقع الاتفاق أيضا مع دومينيون باكستان. وفقا للمادة الأولى، «إن حكومة باكستان توافق أن كلات هي دولة مستقلة، وسيجري عليها وضع مختلف تماما عما هو في ولايات الهند أخرى». ومع ذلك، ذكرت المادة الرابعة: التوقف التام عن تنفيذ الاتفاق لن يتم بين باكستان وكلات وباكستان ستكون ملتزمة فقط وساريا عليها المسؤوليات التي في الاتفاقيات الموقعة بين كلات والحكومة البريطانية من 1839 إلى 1947 وفي هذا الصدد، باكستان بشكل قانوني، أصبحت خليفة بريطانيا دستوريا وسياسيا.
من خلال هذه الاتفاقية، نقلت جميع السلطات البريطانية إلى باكستان. حقق خان كلات فوزا سلاحيا لتصبح هذه الأخيرة «مستقلة» في 15 أغسطس 1947.

### النزاع الأول
قسمت بلوشستان بين أربعة ولايات أميرية تحت الحكم البريطاني. ثلاثة من هؤلاء هم ماكرن، لاس بيلا وخاران اللواتي انضموا إلى باكستان في 1947 بعد الاستقلال. أعلن خان كلات، أحمد يار خان، استقلال كلات لأن هذا كان أحد الخيارات لجميع 535 ولاية أميرية والتي طرحت من رئيس الوزراء البريطاني كليمنت أتلي.
ضغط محمد علي جناح على يار خان لقبول الحكم الباكستاني غير أن خان لم ينتبه لذلك. وبعد أن نفذ الصبر، في 27 مارس 1948، ضمت باكستان رسميا قلات. وفي أبريل، غزتها القوات المسلحة الباكستانية، ثم احتلت هذه الأراضي في غضون شهر. وقع يار خان معاهدة الانضمام بالجبر  وقدمت إلى الحكومة الاتحادية. رفض إخوته الأصغر سنا، وهم الأمراء آغا عبد الكريم بلوش ومحمد الرحيم، إلقاء أسلحتهم، مما أدى إلى هجمات غير تقليدية على الجيش في دشت  جهلوان حتى 1950. سمح جناح وخلفائه ليار خان بالاحتفاظ بلقبه حتى حل المقاطعة في 1955.

### النزاع الثاني
حمل النواب نوروز خان العمر مابین 75_80 سنه... السلاح لمقاومة إنشاء وحدة سياسية واحدة، والتي تم التفكير بها بعد انخفاض تمثيل زعماء القبائل في الحكومة، من 1958 إلى 1959. وشن أتباعه حرب عصابات ضد باكستان، جیش باکستانی حلف باللہ آن ینزل نوروز خان من الجبال ونجلس مع بعض وما یکون ای اتہام أو انتقام عليكم ونحل المشكله بحوار فقط وهكذا نوروز خان صدقت  على كلامهم وظهر من الجبال بسبب حلفوا بالله والقرأن الكريم لكن الجيش باکستانی خان وعده وتم  اعتقال  نوروز  وابنائه واصدقائه بتهمة الخيانة، وسجن في حيدر أباد. فيما بعد، شنق خمسة من أفراد عائلته وهم أبناءه وابن أخيه بتهمة الخيانة والمساعدة في قتل القوات الباكستانية. توفي النواب نوروز خان فيما بعد وهو لا زال أسيرا.

### النزاع الثالث
بعد النزاع الثاني، ازدادت الحركة الانفصالية البلوشية زخما في عقد 1960، بعد إدخال دستور جديد في 1956 الذي سمح بحكم ذاتي محدود للمحافظات، أصبح «وحدة واحدة» مفهوم منظمة سياسية في باكستان. استمرت التوترات في النمو وسط اضطرابات سياسية وعدم استقرار على المستوى الاتحادي. كلفت الحكومة الاتحادية الجيش الباكستاني ببناء عدة قواعد جديدة في المناطق الرئيسية في بلوشستان. أصبح شير محمد بيجراني ماري ينتمي إلى فكر المتشددين وشن حرب عصابات من 1963 إلى 1969 من خلال خلق قواعد للمتمردين خاصة بهم، على مدى 45,000 ميل (72,000 كم) من الأراضي، من منطقة منغال القبلية في الجنوب إلى مناطق ماري وبوجتي القبلية في الشمال. هدف المتمردين هو مشاركة باكستان لحصيلة الإيرادات من حقول غاز سوي مع زعماء القبائل. قصف المتمردون مسارات السكك الحديدية ونصبوا كمائن للقوافل. رد الجيش بتدمير مساحات شاسعة من أراضي قبيلة ماري. انتهى هذا التمرد في 1969، بعد موافقة الانفصاليين البلوش على وقف إطلاق النار. ألغى الرئيس الباكستاني يحيى خان سياسة «وحدة واحدة» في عام 1970، مما أدى إلى الاعتراف ببلوشستان كالمحافظة الرابعة في غرب باكستان (في الوقت الحاضر باكستان)، بما في ذلك كل الولايات الأميرية البلوشية، مقاطعة المفوضين العليا وجوادار، منطقة ساحلية مساحتها 800 كيلومتر مربع تم شراؤها من عمان من قبل الحكومة الباكستانية.

### النزاع الرابع 1973–77
استمرت الاضطرابات في عقد 1970، وبلغت ذروتها بأمر الحكومة بتنفيذ عملية عسكرية في المنطقة في عام 1973.
في 1973، بسبب الخيانة، أقال الرئيس بوتو حكومتي بلوشستان والمناطق القبلية الخاضعة للإدارة الاتحادية وأعلن الأحكام العرفية في هذه المناطق،  مما أدى إلى تمرد مسلح. أسس خير بخش مري الجبهة الشعبية لتحرير بلوشستان، التي قادت بعض رجال القبائل الموالين لمري ومينغل إلى حرب عصابات ضد الحكومة المركزية. وفقا لبعض الكتاب، فقدت القوات المسلحة الباكستانية ما بين 300 و400 جندي في النزاع مع الانفصاليين البلوش، في حين قتل ما بين 7,300 و9,000 عسكري ومدني بلوشي.
بدعم من إيران، ألحقت القوات الباكستانية خسائر كبيرة بالانفصاليين. وصل التمرد إلى مستوى ضعيف بعد عودة كيان المقاطعة الرابعة وإلغاء نظام زرداري.

### النزاع الخامس 2004–إلى الآن
في 2004، أسفر هجوم للمتمردين في ميناء جوادار عن مقتل ثلاث مهندسين صينيين وإصابة أربعة مما أدى إلى دخول الصين إلى الصراع. في 2005 ..  قدم الزعيمان السياسيان البلوشيان النواب أكبر خان بوغتي ومير بلش ماري مذكرة من 15 نقطة إلى الحكومة الباكستانية. تضمنت المذكرة مطالبات بسيطرة أكبر على ثروات المقاطعة وإيقاف بناء القواعد العسكرية. في 15 ديسمبر 2005، جرح المفتش العام للفيالق الحدودية، الميجور الجنرال شجعت زمير دار، ونائبه اللواء سليم نواز بعد إطلاق نار على الهلكوبتر الخاصة بهم في مقاطعة بلوشستان. قال الأمين الداخلي الإقليمي لاحقا، بعد زيارة كوهلو، «لقد جرحا على حد سواء عندما كانا في طريق العودة لكنهم في حالة جيدة».
في أغسطس 2006 واحد جنرال الجيش، اغتضبت امراءه دكتوره في منطقة أكبر بغتي واحتجت أكبر بغتي وقبائله وطلب العدالة لكن الجيش انكر وهدد أكبر بغتي بقتل وهربت الدكتوره مع عائلتها إلى كندا خوفا من الجيش قتل النواب أكبر خان بوغتي، الذي يبلغ من العمر 79 عاما، في قتال مع الجيش الباكستاني، والذي أدى أيضا إلى مقتل 60 جندي و7 مسؤولين باكستانيين. أخفت الحكومة في باكستان هذا مع مسؤوليتها عن سلسلة انفجارات العبوات الناسفة القاتلة وهجمات الصواريخ على الرئيس برويز مشرف.
في أبريل 2009، اعتقل رئيس الحركة الوطنية البلوشية غلام محمد بلوش واثنين من الزعماء القوميين الآخرين (لالا منير وشير محمد) وزعم أنهم «أيديهم مربوطين، عينيهم معصوبتين واضطروا على انتظار شاحنة صغيرة مستخدمة من قبل أجهزة المخابرات مع محاميهم وأصحاب المتاجر المجاورة». زعم مسلحون أنهم تحدثوا بالفارسية (اللغة الوطنية في أفغانستان وإيران المجاورتين). بعد خمسة أيام، في 8 أبريل، تأسست مجموعات مناهضة استخدام السلاح في المنطقة. زعم جيش تحرير بلوشستان أن القوات الباكستانية هي التي وراء عمليات قتل، على الرغم من أن الخبراء الدوليين اعتبروا الأمر غريبا أن القوات الباكستانية راغبة في أن تسمح بتأسيس هيئات مناهضة استعمال السلاح و«بلوشستان في حالة صراع مسلح» أي عمليات قتل وذلك مأكد منه. أثار اكتشاف هذه الهيئات أعمال شغب وأسابيع من الضربات، المظاهرات والمقاومة المدنية في مدن ومناطق بلوشستان.
في 12 أغسطس 2009، أعلن خان قلات مير سليمان داود نفسه حاكما لبلوشستان وأسس منظمة تدعى مجلس استقلال بلوشستان. زعم هذا الأخير أنه يعمل في منطقة بلوشستان التي تشمل مقاطعة سيستان وبلوشستان الإيرانية ومحافظة بلوشستان الباكستانية دون منطقة البلوش الأفغانية. أعلن المجلس أنه أقسم اليمين «من قبل جميع الانفصاليين على أن يكونوا تحت قيادة النواب زادا براهمداغ بوغتي». أعلن سليمان داود أنه تقع على المملكة المتحدة «المسؤولية الأخلاقية لرفع قضية الاحتلال غير الشرعي لبلوشستان على المستوى الدولية».
كتبت الإيكونمست في أبريل 2012 : «[الانفصاليين البلوش] مدعمون —ماليا ومتعاطفين معهم— عدد من كبار قبيلة بوغتي وأجزاء من الطبقة الوسطى البلوشية. التمرد اليوم أقوى من السابق، لكن الانفصاليين يكافحون للفوز على أكبر جيش في باكستان».
طالب الصحفي المنفي في الولايات المتحدة بإيقاف العمليات العسكرية في مقاطعة بلوشستان والتي حسب رأيه "تكبر، تتوسع ولا ويمكن السيطرة عليها. اتهمت إسلام أباد الهند المجاورة بدعم التمرد في بلوشستان. ومع ذلك، أضعف الاقتتال الداخلي بين المجموعات المتمردة في أواخر 2014 الحركة.

## النزاع في إيران

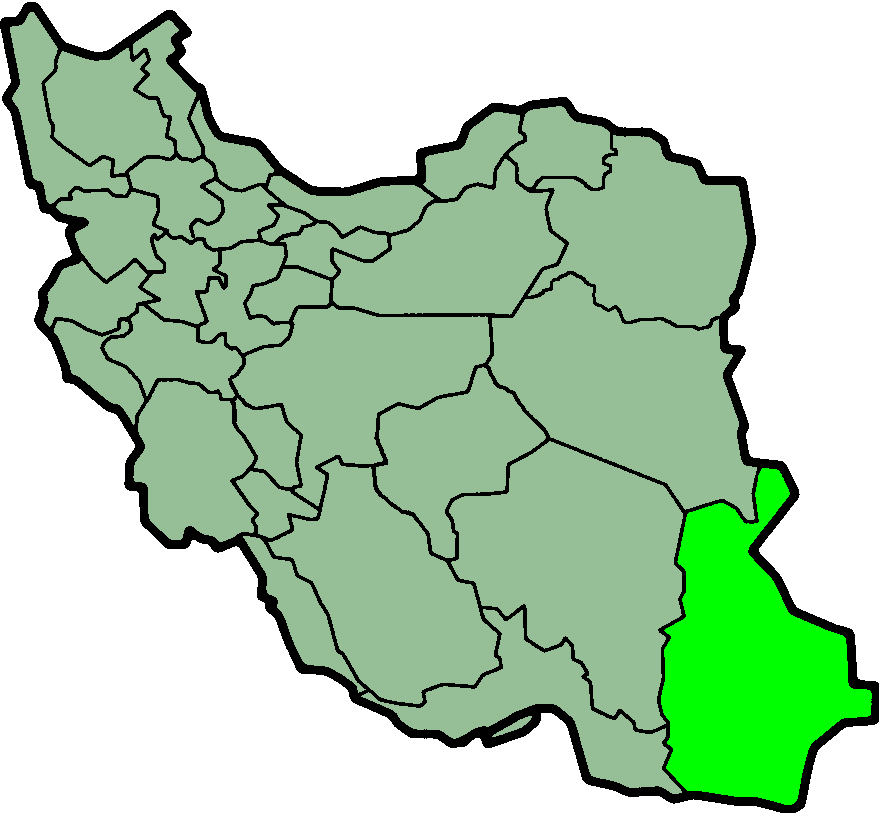
موقع محافظة سيستان وبلوشستان في إيران، وهي المقاطعة ذات الأغلبية البلوشية.

في 2014، كان يعيش مليوني شخص من قومية البلوش في إيران.
في 1928، اعترف حكومة إيران البهلوية الجديدة أنها تعتني وتنتبه لمنطقة بلوشستان. رفض دوست محمد خان بلوش الاستسلام، الذي يحظى بثقة كبيرة في شبكة من التحالفات التي تأسست في محافظة سرهد الجنوبية. ومع ذلك، وصل جيش الشاه قريبا تحت قيادة الجنرال الأمير أمان الله جاهانباني إلى المنطقة، لحل هذه التحالفات. قافل دوست محمد خان مع قوة صغيرة نسبيا وقلة من حلفائه وذلك دون أن ينتبهوا للنتيجة بالقتال. واجه الجيش الفارسي صعوبة بسيطة في هزيمتهم. استسلم دوست محمد خان بلوش أخيرا وعاش في طهران. بعد سنة، نجا من محاولة فاشلة لقتله عن طريق قتله بواسطة قناص. أعيد القبض عليه وقتل من قبل حراسه عن طريق شنقه بعد تعذيبه. شكا النشطاء البلوش من الحكم الجديد الذي أكد المركزية والهيمنة من قبل الفرس، «دفع ذلك المجتمع البلوشي وغيرها من الأقليات الأخرى إلى المقاومة لحماية حقوقهم».
تتهم جهات بارتكاب جرائم بحق الشعب البلوشي في إيران. اعتبرت الثورة الإسلامية الشيعية البلوش السنة أنهم يشكلون «تهديدا». توجد في سيستان وبلوشستان، المحافظة التي يتركز فيها البلوش في إيران، أسوء معدلات العمر المتوقع، معرفة القراءة والكتابة عند الراشدين، التسجيل في المدارس الابتدائية، استعمال المياه الصالحة للشرب والتطهير وكذلك معدل وفيات الأطفال في هذه المحافظة في إيران. تظم المقاطعة موارد طبيعية هامة (الغاز الطبيعي، الذهب، النحاس، النفط واليورانيوم)، ومع ذلك، لدى المحافظة أدنى معدل دخل للفرد الواحد في إيران. يعيش %80 من البلوش تحت خط الفقر.

### الهجمات من قبل المتمردين
في وقت مبكر من عقد 2000، بدأت الجماعة الإسلامية المتطرفة جند الله في أنشطتها في بلوشستان. تفرعت المنظمات الإرهابية المرتبطة بتنظيم القاعدة في كل من إيران وباكستان. من 2006 إلى 2010، قتل ما بين 254–346 شخص في موجة عنف قامت بها جند الله في إيران. شملت الهجمات في إيران تفجيرات في زهدان في 2007، وقتل فيها 18 شخصا، وتفجير أخرى في 2009 وقتل فيها 20 شخصا. في 2009، قتل 43 شخصا في تفجير في بيشين. في يوليو 2010، قتل 27 شخصا في تفجيرات في زهدان. في 2010، وقع انفجار انتحاري في شاباهار وقتل فيه 38 شخصا.
كان من بين قتلى تفجير بيشين اثنين من جنرالات الحرس الثوري الإيراني: نور علي شوشتاري، نائب قائد القوات البرية للحرس الثوري، ورجب علي محمد زاده، القائد الإقليمي للحرس الثوري في سيستان وبلوشستان.
في 2010، قتل زعيم جند الله عبد المالك ريغي، وساهم هذا في تفكك الجماعة، لكن لم تنتهي هجمات المتمردين. في أكتوبر 2013، قتلت جماعة جيش العدل 14 حرس حدود إيراني في كمين في مدينة رستك، بالقرب من مدينة سراوان. بعد وقت قصير من هذا، أعدمت السلطات الإيرانية 16 بلوشيا بتهم ابتدأت من الإرهاب إلى الاتجار بالمخدرات.
قتلت جماعة أخرى هي حركة أنصار إيران مسؤولين اثنين في الباسيج وجرحت عددا من المدنيين في تفجير وقع في أكتوبر 2012 استهدف جامع الإمام الحسين، في مدينة شاباهار مقاطعة سيستان وبلوشستان.
حسب المحلل دانييل جراسي، «يلعب السلفيون دورا محوريا في دعم جند الله» وهم جماعتي جيش العدل وحركة أنصار إيران. «تؤكد بيانات جيش العدل وحركة أنصار إيران على معاداة الشيعة. يرجع ذلك إلى الجمهورية الإسلامية الإيرانية ذات النظام الصفوي، والذي ينسب إلى السلالة الصفوية التي قامت بنشر المذهب الشيعي في إيران». إيران قلقة أيضا من العمليات المشتركة التي تقوم بها هاتين الجماعتين مع تنظيم الدولة الإسلامية (داعش) ضد الشيعة.
اتهمت إيران الولايات المتحدة بدعم جند الله «لسنوات». تصنف الحكومة الأمريكية حسب مسؤوليها جند الله كمنظمة إرهابية، ونفت هذه التهمة. أغضبت حركة أنصار إيران الحكومة الإيرانية لاستعمالها الأراضي الباكستانية كملجأ، وهددت بشن عمليات عسكرية في باكستان لمواجهة المجموعات الإرهابية «في عدة مناسبات».

## محركات التمرد
في بلوشستان باكستان، تشمل «محركات» التمرد الاقتصاد، الثقافة، بما في ذلك الهجرة وحقوق الإنسان.

### عدم المساواة الاقتصادية
من أسباب الصراع هو عدم المساواة الاقتصادية، حيث يشير الوضع في بلوشستان أنها «محافظة مهملة بحيث يفتقر الغالبية من السكان لظروف العيش الكريمة» وهذا أحد مسببات التمرد. منذ منتصف عقد 1970، شكلت حصة بلوشستان في الناتج المحلي الإجمالي لباكستان ما بين 4.9 إلى 3.7% أي أنها متدنية. يوجد في بلوشستان أعلى معدل وفيات للأمهات والأطفال وكذلك أعلى معدل فقر، ويوجد بالمقاطعة علاوة على ذلك الحد الأدنى من معرفة القراءة والكتابة في باكستان.
من جانب آخر، حسب تقرير منشور في صحيفة الفجر الباكستانية الصادرة باللغة الإنجليزية، اعترفت نخبة أعضاء المجتمع في بلوشستان والتي تشتمل على مسؤولي ووزراء الحكومة الإقليمية، «بامتلاكها لأحسن الأراضي في المنطقة»، وأفضل السيارات الفاخرة، أملاك مختلفة، استثمارات وشركات بملايين الروبيات.

### قضايا التنمية

#### إيرادات الغاز
تتلقى بلوشستان أدنى حد من الإيرادات مقارنة بمقاطعات السند والبنجاب، منذ أن أصبح ترتيب سعر الغاز في بلوشستان هو الخامس مقارنة بأسعار الغاز في البنجاب والسند (أصبحت أسعار الغاز تعتمد على دخل الفرد في 1953). علاوة على ذلك، عادت الحكومة لحالة إعطاء إيرادات قليلة من مجموع الإيرادات المستحقة للمقاطعة، بسبب الفقر لدفع تكاليف عمليات استخراج الغاز. بناء على ذلك، تدفع ديون بلوشستان بصعوبة.